# Issam

Issam en Arabe (عصام).

Issam (en arabe : عصام) est un prénom masculin d’origine arabe. Il a été porté par certains grands guerriers et savants.
La signification littérale est la courroie qui maintient les choses. Peut aussi prendre le sens du lien et du nœud d'une corde ou encore de l'engagement.